# Niemen (album 1971)
Niemen (Czerwony Album) – dwupłytowy album muzyczny Czesława Niemena i zespołu Niemen Enigmatic z 1971 roku.

## Lista utworów
LP 1
| 1. | „Człowiek jam niewdzięczny” (muz. i sł. Czesław Niemen)             | 20:32 |
|    |                                                                     |       |
| 2. | „Aerumnarum plenus” (muz. Czesław Niemen, sł. Cyprian Kamil Norwid) | 7:35  |
|    |                                                                     |       |
| 3. | „Italiam, Italiam” (muz. Czesław Niemen, sł. Cyprian Kamil Norwid)  | 4:58  |
|    |                                                                     |       |
| 4. | „Enigmatyczne impresje" (muz. Jacek Mikuła)                         | 7:27  |
|    |                                                                     |       |
|    |                                                                     | 40:32 |
|    |                                                                     |       |
LP 2
| 1. | „Nie jesteś moja” (muz. i sł. Czesław Niemen)                                   | 8:15  |
|    |                                                                                 |       |
| 2. | „Wróć jeszcze dziś” (muz. Czesław Niemen, sł. Wojciech Młynarski)               | 3:47  |
|    |                                                                                 |       |
| 3. | „Mój pejzaż” (muz. Czesław Niemen, sł. Marta Bellan)                            | 5:13  |
|    |                                                                                 |       |
| 4. | „Sprzedaj mnie wiatrowi” (muz. Zbigniew Namysłowski, sł. Ryszard Marek Groński) | 4:27  |
|    |                                                                                 |       |
| 5. | „Zechcesz mnie, zechcesz” (muz. Tomasz Jaśkiewicz, sł. Wojciech Młynarski)      | 3:34  |
|    |                                                                                 |       |
| 6. | „Chwila ciszy” (muz. Czesław Niemen, sł. Wojciech Młynarski)                    | 5:01  |
|    |                                                                                 |       |
| 7. | „Muzyko moja” (muz. Czesław Niemen, sł. Wojciech Młynarski)                     | 3:54  |
|    |                                                                                 |       |
|    |                                                                                 | 34:11 |
|    |                                                                                 |       |

## Skład zespołu i chórków towarzyszących
- Czesław Niemen – śpiew, flet
- Tomasz Jaśkiewicz – gitara
- Zbigniew Namysłowski – saksofon altowy
- Jacek Mikuła – organy Hammonda
- Janusz Zieliński – gitara basowa
- Czesław Bartkowski – perkusja
- Janusz Stefański – perkusja

oraz
- Krystyna Prońko, Zofia Borca, Elżbieta Linkowska – chórek
- Partita – chórek